# 막룩
막룩(태국어: หมากรุก, 왕립타이식: mak ruk, 발음 [màːk rúk]) 또는 막룩 타이(태국어: หมากรุกไทย; 왕립타이식: mak ruk thai, 발음 [màːk rúk tʰaj])은 타이의 보드게임으로, 6세기 인도 게임인 차투랑가 또는 이와 유사한 게임에서 비롯되었다고 알려진 타이식 장기이다.
기본적으로 동일한 게임이 진행되는 캄보디아에서는 옥(ouk, 크메르어: អុក, 발음 [ʔok]) 또는 옥 짜뜨르앙(ouk chatrang, 크메르어: អុកចត្រង្គ, 발음 [ʔok.caʔ.ˈtrɑŋ])으로 알려져 있다.

## 기원
14세기경 페르시아 상인들이 아유타야 왕국에 들어와 자신들의 문화를 전파하고 타이 왕국과 무역을 펼쳤다. 따라서 현재 형태의 시암 막룩은 이 시기 두 민족 간의 문화 교류를 통해 페르시아의 샤트란지 게임에서 직접 파생되었을 가능성이 높다는 주장이 있다. 이는 막룩의 퀸 또는 "씨앗(เม็ด)"의 움직임이 본질적으로 샤트라니의 페르즈(ferz)와 동일하기 때문이다.
그러나 차투랑가, 캄보디아명 옥 짜뜨르앙(អុកចត្រង្គ) 사이의 유사성과 "귀족(โคน, គោល)"의 행마법이 유사하다는 점을 고려할 때 게임이 인도에서 직접 유래했을 가능성이 더 높다. 머레이는 자신의 저서 《체스의 역사》에서 이 게임이 불교의 전래와 함께 전해졌을 것이라고 추측하였다.

## 기물
| 체스 대응(영어) | 킹 (1) | 퀸 (1) | 비숍 (2) | 나이트 (2) | 룩 (2)     | 폰 (8)     | 승격 폰 (퀸)      |
| 한국어 표기     | 쿤     | 멧     | 콘       | 마         | 르어       | 비어       | 비어-응아이       |
| 태국어 표기     | ขุน     | เม็ด    | โคน      | ม้า         | เรือ        | เบี้ย        | เบี้ยหงาย           |
| RTGS            | khun   | met    | khon     | ma         | ruea (rua) | bia        | bia-ngai          |
| 의미            | 영주   | 씨앗   | 귀족     | 말         | 보트       | 조개껍데기 | 뒤집힌 조개껍데기 |

시작 위치에서 비어는 가로 3·6번째 줄에 배치된다. 멧은 쿤의 오른쪽에 배치된다.

## 규칙

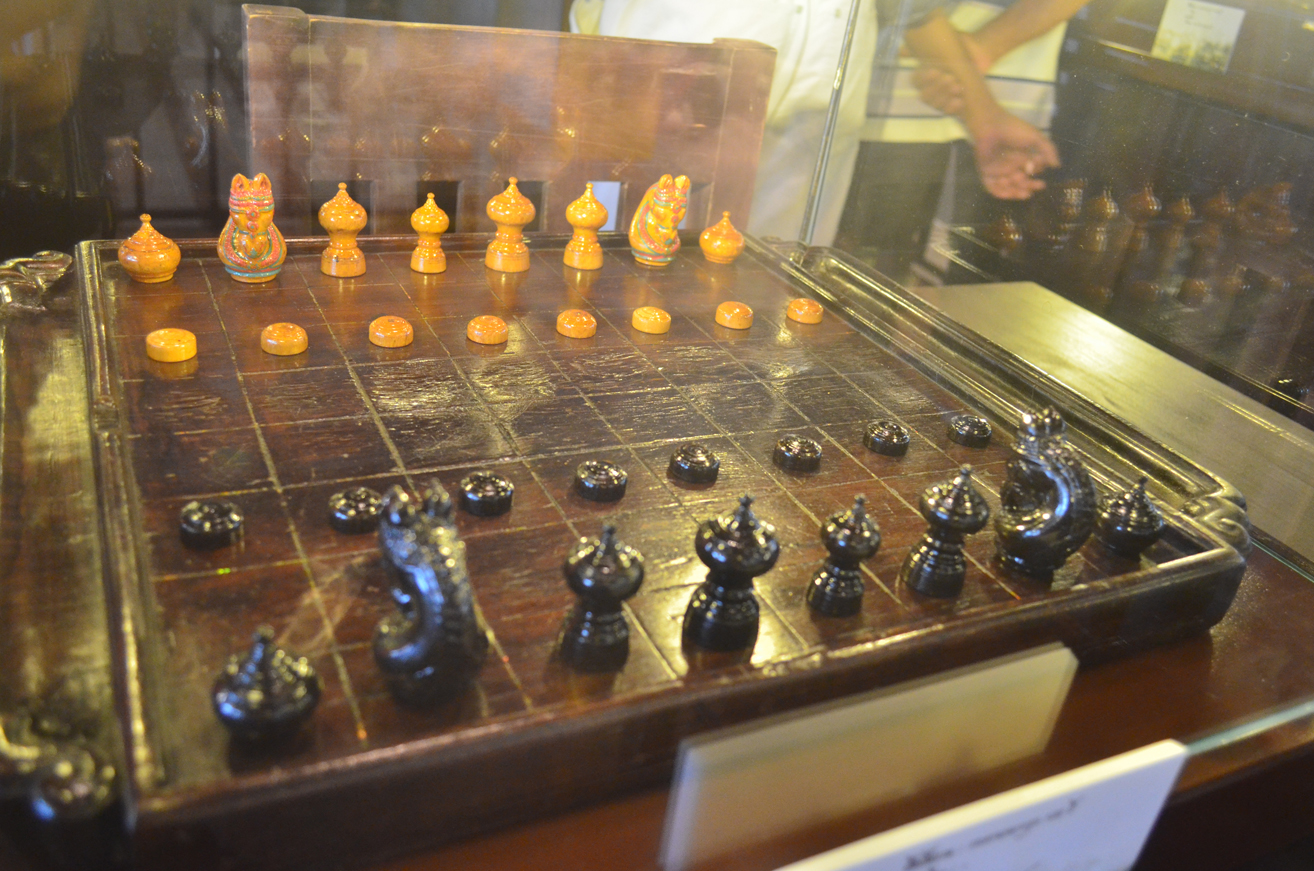
20세기 초의 막룩 세트

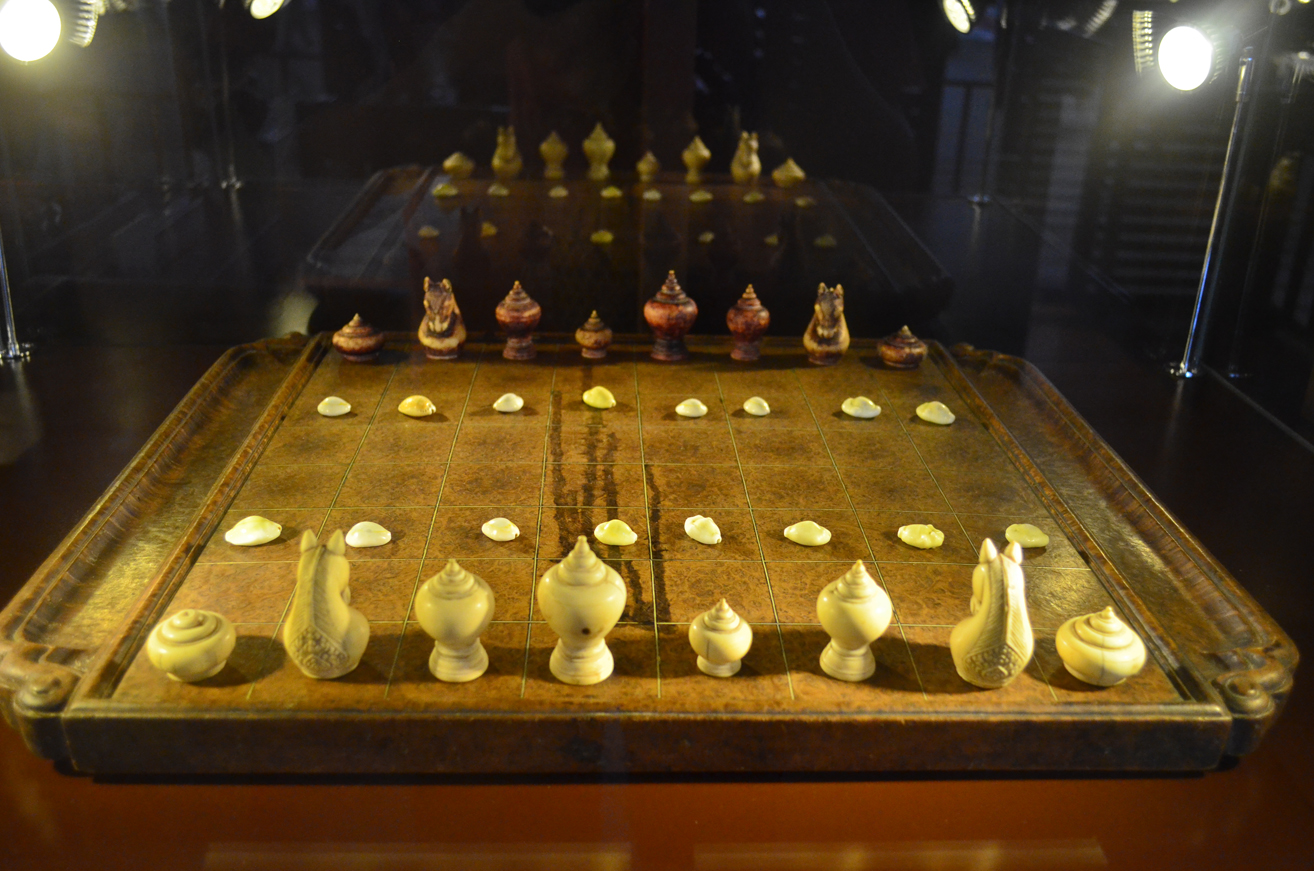
19세기 초의 막룩 세트, 비어는 개오지 껍데기로 만들어졌다.

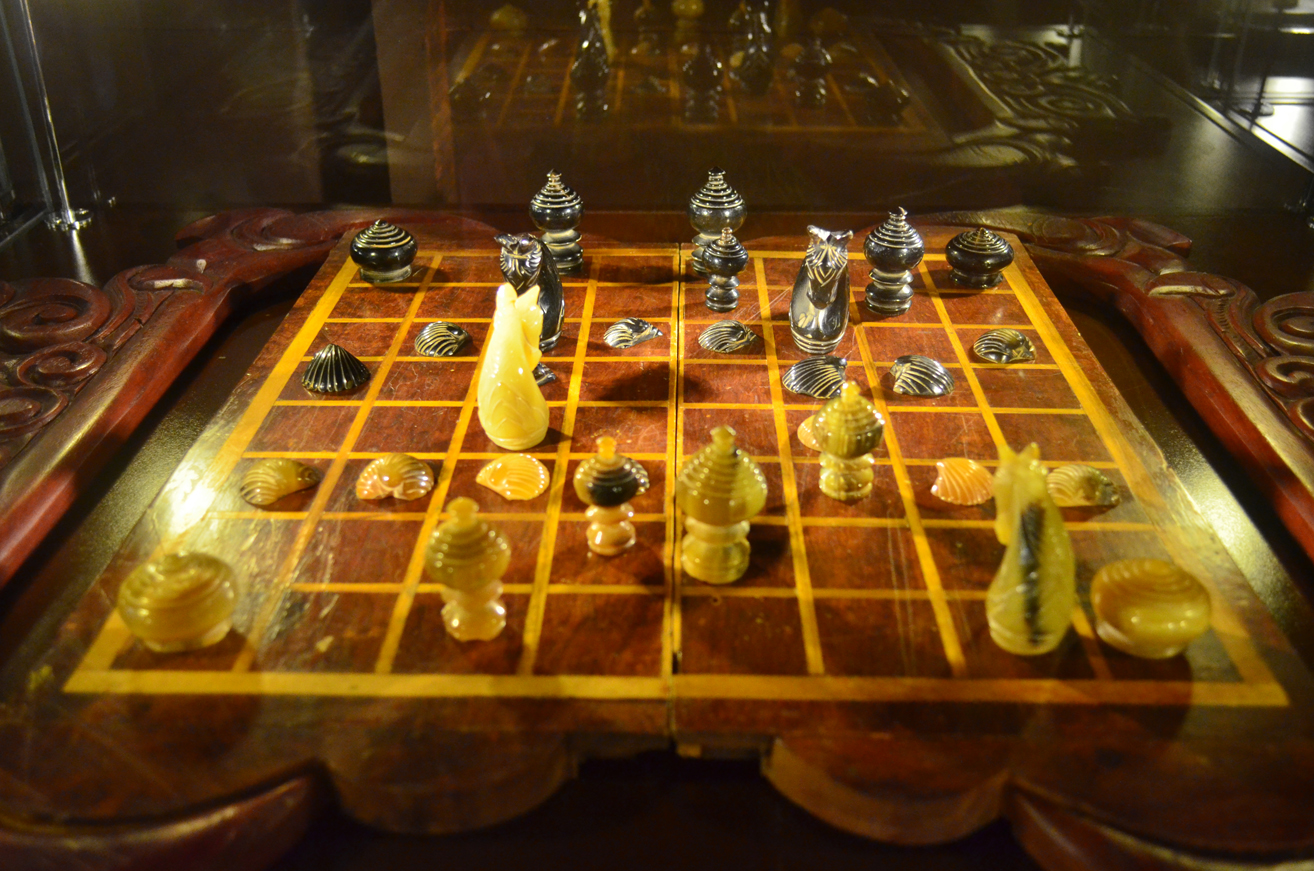
초기 라타나코신 시대(18세기 후반)에 알비노 물소와 검은 물소의 뿔로 만든 기물로 구성된 막룩 세트

|  |   |   |   |  |
|  | ● | ● | ● |  |
|  | ● | ข | ● |  |
|  | ● | ● | ● |  |
|  |   |   |   |  |

|   |   | │ |   |   |
|   |   | │ |   |   |
| ─ | ─ | ร | ─ | ─ |
|   |   | │ |   |   |
|   |   | │ |   |   |

|   | ● |   | ● |   |
| ● |   |   |   | ● |
|   |   | ม |   |   |
| ● |   |   |   | ● |
|   | ● |   | ● |   |

|  |   |   |   |  |
|  | ● | ● | ● |  |
|  |   | ค |   |  |
|  | ● |   | ● |  |
|  |   |   |   |  |

|  |   |   |   |  |
|  | ● |   | ● |  |
|  |   | ม็ |   |  |
|  | ● |   | ● |  |
|  |   |   |   |  |

|  |   |   |   |  |
|  | ○ | ● | ○ |  |
|  |   | บ |   |  |
|  |   |   |   |  |
|  |   |   |   |  |

### 카운트 규칙

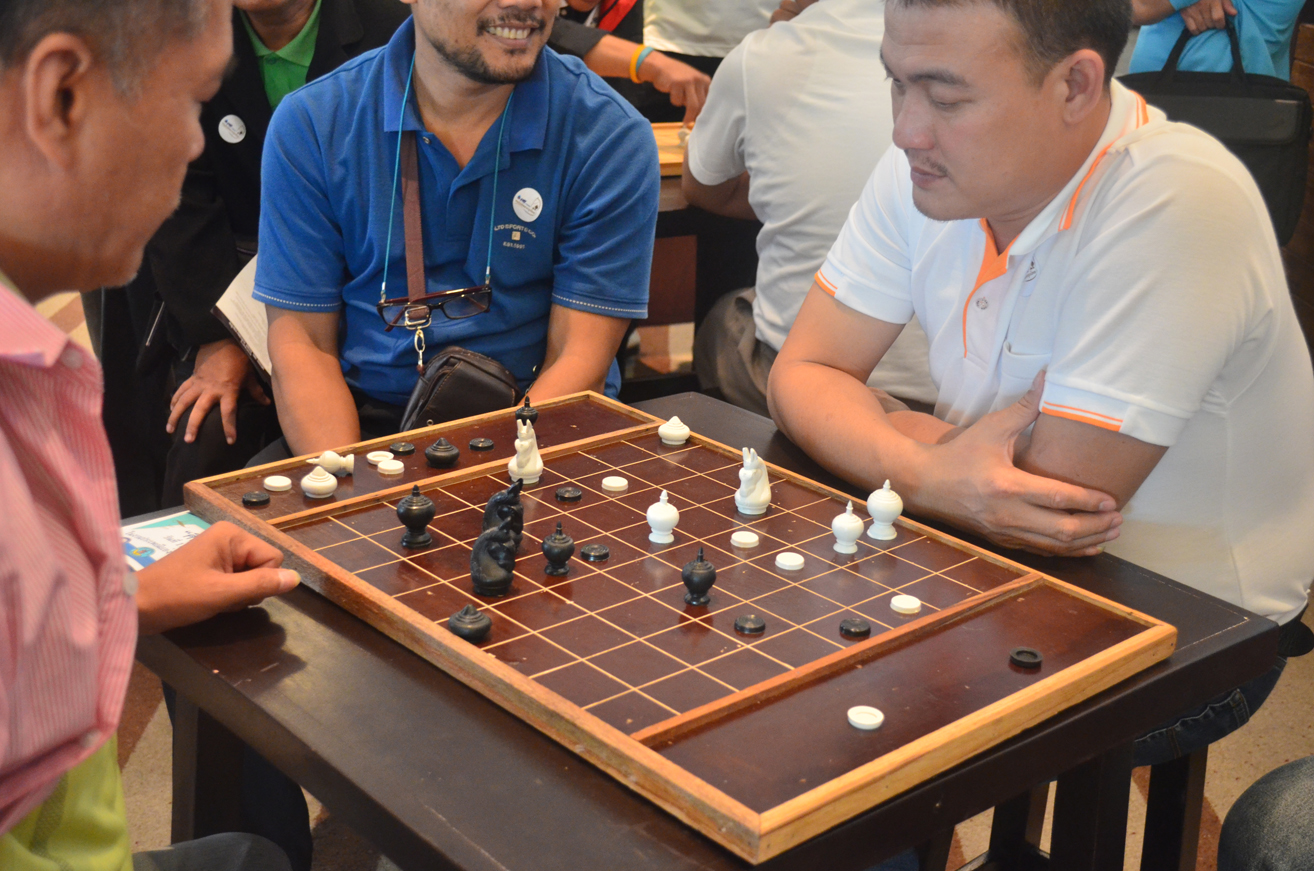
막룩 대국중인 모습

어느 쪽에도 비어가 없으면 게임을 특정 수 내에 완료하여야 하며, 그렇지 않으면 무승부로 선언된다. 기물을 잡으면 게임에서 선수의 마지막 기물에만 카운트가 다시 시작된다.
- 두 선수 모두 남은 비어가 없으면, 64수안에 외통수를 달성해야 한다. 불리한 쪽의 선수가 카운트하며 언제든지 카운트를 중단할 수 있다. 불리한 쪽의 선수가 유리한 쪽을 외통수하고 카운트를 중단하지 않으면 게임은 무승부가 된다.

불리한 쪽의 마지막 기물(쿤 제외)이 잡히면 불리한 쪽이 카운트를 시작하거나 앞서 언급한 카운트에서 다시 시작할 수 있으며, 이제 유리한 쪽은 남은 기물에 따라 다음을 기반으로 최대 이동수를 갖는다.:
- 르어가 2개 남았을 경우: 8수
- 르어가 1개 남았을 경우: 16수
- 르어가 남아있지 않고, 콘이 2개일 경우: 22수
- 르어와 콘이 없고, 마가 2개일 경우: 32수
- 르어가 남아있지 않고, 콘이 1개일 경우: 44수
- 르어와 콘이 없고, 마가 1개일 경우: 64수
- 르어,콘,마가 없고, 멧만 남은 경우: 64수

불리한 쪽은 양쪽 쿤을 포함하여 판에 남아 있는 기물 수부터 시작하여 자신의 도주 횟수를 세는 것을 발표한다. 승리한 쪽은 최대 숫자가 발표되기 전에 상대방의 쿤을 외통수 시켜야 하며, 그렇지 않으면 게임은 무승부로 선언된다. 이 과정에서 카운트 플레이어가 카운트를 중지하고 다시 카운트를 시작하기를 원할 경우 다시 시작될 수 있다.
예를 들어, 홀로 남은 흑색 쿤을 상대로 백색이 2개의 르어와 1개의 마를 가지고 있다면 상대를 외통수하기 위해 3번의 이동이 가능하다(주어진 8수에서 총 기물 수 5를 뺀 값). 흑색이 백색 르어를 포획하면 흑색이 자신에게 불리하게 할 의사가 없는 한 카운트가 자동으로 다시 시작되지 않는다. 그러나 많은 플레이어들은 이것을 이해하지 못하고 흑색 쿤과 함께 도주하면서 카운트를 다시 시작한다.

### 체스와의 차이
- 체스에서는 폰이 다른 기물의 바로 앞 열에 배치되지만, 막룩의 비아는 그보다 한 칸 더 앞에 배치된다.

- 폰은 처음에 2칸 이동 가능하지만, 비아는 무조건 1칸으로만 이동한다. 또 앙파상이 없다.
- 체스의 퀸은 비숍과 룩을 합친 행마법을 가지나, 막룩의 퀸에 해당되는 멧은 대각선으로 1칸씩만 이동한다.
- 체스의 폰은 맨 마지막 열에 도달해야만, 퀸, 룩, 나이트, 비숍 중 하나로 승급하나, 비아는 상대편 비아의 초기 위치에 도달하면 무조건 오로지 멧과 동일한 기물로만 승급 할 수 있다.
- 비숍은 대각선으로 제한 없이 이동하고, 콘은 대각선과 직진 1칸으로 이동한다. 쇼기의 은장과 같다.
- 체스의 보드는 흑백으로 도색된 체커보드를 사용하지만, 막룩은 체커 무늬가 없다.

### 변형
표준, 공식 게임에 적용되지 않거나 프로 경기에서 폐기된 규칙이 있다. 이들을 수트라(sutra)라고 부른다. 첫 번째 자유이동은 캄보디아 옥의 자유이동과 유사하다.
- Sut Khun / สูตรขุน ("쿤 수트라") 체스의 캐슬링 규칙과 비교할 수 있다. 규칙에 따라 선수는 쿤이 아직 움직이 않는 한 마처럼 쿤을 다음 행의 빈 칸으로 이동 할 수 있다.
- Sut Met / สูตรเม็ด ("멧 수트라") 비공식적인 규칙에서 가장 인기 있는 수트라. 이는 플레이어가 멧과 비어를 멧 앞에서 동시에 이동할 수 있는 첫 자유이동이다. 이 수트라에서는 두 기물이 옮겨진다. 먼저 멧 앞에 있는 비어를 앞으로 이동한다. 그런 다음 멧을 비어가 방금 비운 빈 칸으로 이동하면 멧이 두 칸 앞으로 이동한다.
- Sut Ma / สูตรม้า ("마 수트라") 선수가 같은 수에 마와 비어를 해당 마에서 이동시킬 수 있는 첫 자유이동이다. 이 수트라에서는 두 기물이 옮겨진다. 먼저, 마 앞의 비어를 마로부터 앞으로 이동시킨다. 그런 다음 마를 비어가 방금 비운 칸으로 이동한다.
- Takhaeng Ruea / ตะแคงเรือ ("르어 기울기") 하나 또는 두 개의 르어를 뒤집으며, 르어가 멧으로 변경된다. 이는 하나 또는 두개의 르어 위력을 감소시킨다.

## 같이 보기
- 차투랑가
- 체스
- 옥 짜뜨르앙